# 菲利普·熱爾曼
菲利普·熱爾曼（法語：Philippe Germain；1968年1月1日—），是法國境外領土新喀里多尼亞的政治人物；現任反獨立政黨喀里多尼亞共同黨魁與新喀里多尼亞政府主席，任期由2015年至2020年。
熱爾曼在上任後的幾個星期內解雇了前政府主席辛西婭·利雅爾和其他兩個政府部長的助手，但很快他們被法庭命令復職。兩位政府主席的決定亦有衝突，因為熱爾曼在2015年4月赦免了卡纳克人擁有的南太平洋礦業公司所欠的2600萬美元的債務；唯里亞爾否認她的政府曾經同意熱爾曼的行動。